# Ancistrocerus belizensis
Ancistrocerus belizensis är en stekelart som beskrevs av Cameron. Ancistrocerus belizensis ingår i släktet murargetingar, och familjen Eumenidae. Inga underarter finns listade i Catalogue of Life.